# Josef Knize
Josef Knize (* 22. Februar 1908 in Gramatneusiedl; † 21. Juni 1944 in Wien) war ein österreichischer Spinnereiarbeiter und Widerstandskämpfer gegen das NS-Regime. Er wurde von der NS-Justiz zum Tode verurteilt und im Wiener Landesgericht geköpft.

## Leben
Knize, zuletzt wohnhaft in Gramatneusiedl, war als Kassierer und Werber für die KPÖ tätig. Er wurde am 16. Juli 1943 festgenommen. Er wurde gemeinsam mit fünf weiteren Mitgliedern der KPÖ am 20. April 1944 wegen „Vorbereitung zum Hochverrat“ vom Volksgerichtshof zum Tode verurteilt. Unter den Verurteilten befand sich auch sein Bruder Johann Knize. Alle sechs Verurteilten wurden am 21. Juni 1944 mit dem Fallbeil hingerichtet.

## Gedenken
Sein Name findet sich auf der Gedenktafel im ehemaligen Hinrichtungsraum des Wiener Landesgerichts.

## Nachweise
1. ↑  Nachkriegsjustiz.at. Abgerufen am 14. April 2021.

| Personendaten    | Personendaten                                                                     |
| ---------------- | --------------------------------------------------------------------------------- |
| NAME             | Knize, Josef                                                                      |
| KURZBESCHREIBUNG | österreichischer Bauarbeiter und Widerstandskämpfer gegen den Nationalsozialismus |
| GEBURTSDATUM     | 22. Februar 1908                                                                  |
| GEBURTSORT       | Gramatneusiedl                                                                    |
| STERBEDATUM      | 21. Juni 1944                                                                     |
| STERBEORT        | Wien                                                                              |